# سیزیف (نمایش)
سیزیف (به انگلیسی: Sisyphus) نام نمایش تئاتری است به کارگردانی محمد برهمنی و تهیه کنندگی نوید محمدزاده که از ۱۶ خرداد تا ۲۸ تیر ۱۳۹۸ در مجموعه تئاتر مستقل تهران به روی صحنه رفت.این نمایش برداشت آزادی از نمایشنامه اتوبوسی به نام هوس از تنسی ویلیامز و نمایشنامه افسانه سیزیف از آلبر کامو است.

## خلاصه
یک بازیگر تئاتر مدتی است که در یکی از نقش‌هایش مانده‌است و نمی‌تواند خودش را از این نقش جدا کند. زندگیِ حرفه‌ای و خصوصی این بازیگر تحتِ تأثیرِ این نقش قرار می‌گیرد و نمی‌تواند بین خود و نقشی که بازی می‌کند تفاوتی قائل شود. او چاره بیرون آمدن از این بحران را در حذف خود می‌بیند.

## بازیگران
| بازیگر       | نقش   |
| ------------ | ----- |
| مهدخت مولایی | بلانش |
| اسماعیل گرجی | کلر   |

## ایده

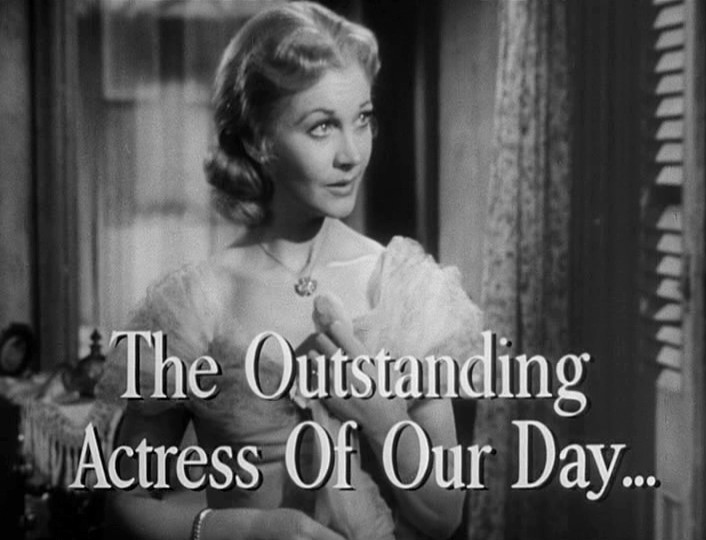
ویوین لی در اتوبوسی به نام هوس

ایده اصلی این نمایش که در ژانر سورئال است و نویسندگی آن برعهده محمد صادق گلچین عارفی بوده‌است از زندگی ویوین لی گرفته شده که در فیلم‌های بر باد رفته و اتوبوسی به نام هوس بازی کرده‌است. ویوین در این فیلم، نقش زنی را بازی می‌کرد که می‌خواست روح درهم‌شکسته‌اش را پشت نجابت ظاهری‌اش پنهان کند. شخصیت بلانش خیلی به شخصیت ویوین نزدیک بود و همان وجه دوگانه درونی او را بیان می‌کرد و اروتیسم و جنون تدریجی او را نشان می‌داد. بازی در این فیلم باعث تشدید افسردگی ویوین شد و به گفته خودش او را دچار جنون کرد. در دهه شصت، بیماری ویوین لی روزبه‌روز شدیدتر و باعث وقفه‌های طولانی میان فیلم‌ها و اجراهای تئاتری او شد. به‌علاوه ابتلاء به بیماری سل، دو بار سقط جنین، افسردگی، از دست دادن حافظه و شوک‌درمانی، لطمه زیادی به فعالیت حرفه‌ای او زد.

## نقدها
- سیزیف مردی است که نمی‌خواست دیگری باشد. او خوب یا بد تمام هم و غمّش آن بود که شخص خویش باشد. راهزنی‌ها و کشتارهایش، حیله‌گریش و به زنجیر کشیدن تاناتوس همه از آن رو بود که نشان دهد او سیزیف است. فریفتن پرسفونه برای بازگشت به دنیا و معطل کردن مردگان برای سفر به دنیای زیرین برای آن بود که نشان دهد او از دیگری - زئوس - فراتر است. او می‌خواست خودش باشد و این خود بودگی منتج به نوعی پوچی می‌شود، رهیافت عبثی که زئوس برایش در نظر گرفت؛ اما در نهایت او افسانه می‌شود تا خودش باشد. او هیچگاه دیگری نمی‌شود آن گونه که هرکول و پرسئوس شده‌اند. سیزیف پدر قهرمانانی است که می‌خواستند خود را از دیگری جدا سازند. او جدّ بلرفونی بود که سوار بر پگاسوس رو به آسمان شمشیر گشود تا زئوس را از تخت شاهی به زیر آورد و تنها آذرخش بود که او را زمین‌گیر کرد؛ و الا زئوس را رعشه بر اندام افتاده بود آنگاه که قهرمان به سویش هجوم آورده بود. روزگاری که نوادگان سیزیف محبوب خدایان گشتند، اینان دیگری بودن را برنمی‌تافتند. آن روزهایی که اولیس سرگردان بر دریای اژه و مرمر می‌رفت و به ساحل ایتاکا نمی‌رسید. اینان همگی قهرمان خویشتن بودند و نقیضان دیگری شدن. سیزیف برهمنی ارتباطش را با پیرامتن اثر از دست می‌دهد. برهمنی و نویسنده‌اش هیچ تعریفی از پوچی ارائه نمی‌دهند. آنان برخلاف سیزیف در پی دیگری شدن هستند و خویشتن خویش را منکر می‌شوند.[۸]

- احسان زیورعالم (منتقد تئاتر)
- نامتعارف‌گرایی در صورتی که با تجارب اجرایی و نمایشی قابل توجهی همراه باشد و تجارب اجتماعی و هنری نویسنده را هم به اثبات برساند، در آن صورت می‌تواند پشتوانه یک اجرای نمایشی «تجربی» باشد؛ در غیر این صورت اجرایی بی‌شکل و ساختار خواهد بود که غایت‌مندی هنرمندانه و انسانی ارزش‌محورانه‌ای را به نمایش نخواهد گذاشت و نهایتاً در اثبات داعیه‌اش الکن و ناتوان می‌ماند، اما چنین نمایشی ممکن است برای خود نویسنده و حتی کارگردان، اجرایی «قابل فهم» و حتی خاص جلوه نماید، زیرا آن‌ها با ذهنیات برون متنی و برون اجرایی خود به نمایش می‌نگرند و چون نتوانسته‌اند از آن آشنایی‌زدایی کنند؛ در نتیجه، ضعف‌هایش را نمی‌بینند. اما تماشاگران همواره در جست‌وجوی یافتن و درک «نشانه‌ها» (در قالب دیالوگ، مونولوگ، حرکات، حالات و ژست‌ها، میزانسن‌ها و طراحی‌ها و اجرای نور، موسیقی، لباس و چهره‌پردازی) هستند و اگر نشانه‌های درستی از این موارد نیابند، اجرا برای آنان نمایشی مبهم، بی‌ساختار و بی‌محتوا خواهد بود. نمایش «سیزیف» به نویسندگی محمدصادق گلچین عارفی و کارگردانی محمد برهمنی که هم‌اکنون در سالن سمندریان، از مجموعه سالن‌های تئاتر ایرانشهر واقع در ضلع شرقی خانه هنرمندان اجرا می‌شود، داعیه‌هائی دارد که در تناقض با خود نمایش است؛ اولین تناقض با «عنوان» نمایش (سیزیف) آشکار می‌شود که ظاهراً براساس ذهنیات خود نویسنده از آن یک کاربری تشبیهی در قیاس با موجودیت و معنای عملکرد «بازیگر»، مد نظر بوده، اما هیچ معنای افسانه‌ای اسطوره مانندش، هیچ تناسب و سنخیتی با آنچه که بازیگران همین نمایش در نقش‌های (نقش بازیگر تئاتر) خود بر روی صحنه ایفا می‌کند، ندارد.[۹]

- حسن پارسائی (منتقد و نویسنده تئاتر)